# The Chapin School
The Chapin School, fundada por Maria Bowen Chapin em 1901, é uma escola particular para garotas, localizada em Manhattan, na cidade de Nova York, Estados Unidos.

## Notáveis alunas
- Anne Morrow Lindbergh - escritora e esposa de Charles Lindbergh
- Jacqueline Kennedy Onassis - primeira-dama dos Estados Unidos
- Sigourney Weaver - atriz
- Ivanka Trump - filha de Donald Trump